# Parc national De Meinweg
Le parc national Meinweg est un parc national situé dans le Limbourg, aux Pays-Bas. Il couvre une superficie d’environ 1800 hectares et a été créé en 1995. Il se trouve près de la municipalité Roerdalen de la province du Limbourg, à la frontière allemande.

## Historique
En 2002, il est devenu une partie du parc Maas-Swalm-Nette, une zone protégée transfrontalière à la frontière germano-néerlandaise, couvrant 10 000 hectares au total. 

## Références

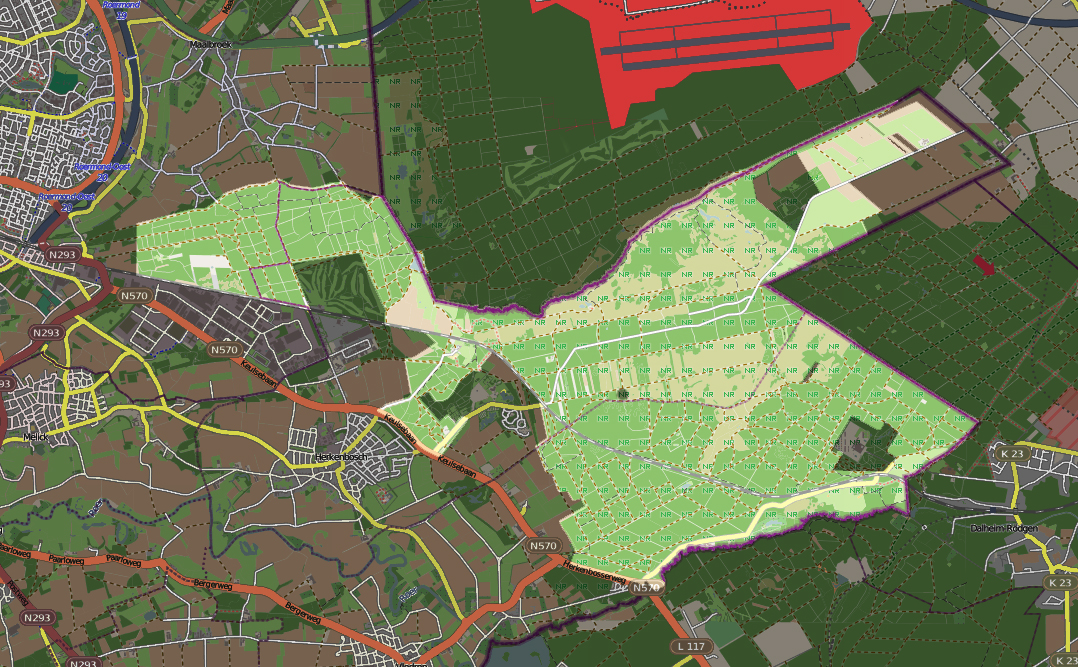
plan du parc